# 锈毛弓果藤
锈毛弓果藤（学名：Toxocarpus fuscus）为夹竹桃科弓果藤属的植物，是中国的特有植物。分布于中国大陆的云南、广西、广东等地，生长于海拔580米至1,500米的地区，常生于山地疏林中。